# Бял ибис
Белият ибис (Eudocimus albus) е вид птица от семейство Ибисови (Threskiornithidae).

## Разпространение
Видът е разпространен в Аруба, Бахамските острови, Белиз, Венецуела, Гватемала, Гвиана, Доминиканската република, Еквадор, Канада, Кайманови острови, Колумбия, Коста Рика, Куба, Мексико, Никарагуа, Панама, Перу, Пуерто Рико, Салвадор, САЩ, Тринидад и Тобаго, Хаити, Хондурас и Ямайка.